# UKM-2000
UKM-2000 (пол. Uniwersalny Karabin Maszynowy 2000) — польский единый пулемёт, представляющий собой модификацию пулемёта Калашникова под патрон 7,62×51 мм.

## История
Производство пулемёта ПК было освоено в Польше на заводе имени Ипполита Цегельского в Познани с декабря 1968 года, в 1969 году начался выпуск станковых ПКС, с 1974 года — ПКМ, с 1975 года — ПКМС. 
В начале 1990х годов военно-политическим руководством Польши было принято решение о разработке варианта ПКМ под патрон 7,62×51 мм для вооружённых сил страны и на экспорт. В 1993 году в военном институте WITU началась разработка пулемёта. Первый экспериментальный пулемёт был изготовлен в 1995 году, ещё пять прототипов — в следующем году, позднее — ещё три опытных пулемёта (однако поскольку все они использовали переделанную под патрон 7,62×51 мм патронную ленту ПКМ, на вооружение они приняты не были). Тем не менее, в 1997 году был создан первый прототип PKM-NATO, в дальнейшем он был доработан с целью обеспечить возможность боепитания из стандартных пулемётных лент НАТО и в 2000 году опытные образцы были переданы на полигонные испытания, которые проходили в 2001 году и были завершены в мае 2002 года.
12 марта 1999 года Польша вступила в блок НАТО. После перехода на стандарты НАТО было принято решение о создании для польской армии единого пулемёта под патрон 7,62×51 мм, который должен был использовать пулемётные ленты стандарта НАТО. 
Предсерийные образцы обеспечивали возможность боепитания из стандартной рассыпной патронной ленты М13 и нерассыпной патронной ленты DM1 немецкого производства, но по результатам испытаний на вооружение был принят вариант с возможностью использования только стандартной рассыпной патронной ленты М13.
28 ноября 2003 года министерство обороны Польши заказало первые 30 пулемётов для войсковых испытаний.
В 2007 году для польской армии была закуплена первая партия в 130 пулемётов. В 2008 году было закуплено ещё 252 пулемёта UKM-2000P, в 2009 году — ещё 40 пулемётов.
По состоянию на февраль 2014 года, на вооружении польской армии имелось свыше 1200 пулемётов UKM-2000 различных модификаций и предусматривалась их модернизация до уровня UK-2000M.
В декабре 2014 года министерство обороны Польши заказало 200 шт. тепловизионных прицелов SCT Rubin (общей стоимостью 16,2 млн. злотых), которые должны быть поставлены до конца 2014 года. Прицелы этого типа могут устанавливаться на автоматы wz.96 Beryl, снайперские винтовки Tor и пулемёты UKM-2000.
В начале июня 2015 года вооружённые силы Польши заказали ещё 378 шт. UKM-2000P.
По состоянию на начало 2017 года на вооружении вооружённых сил Польши имелось 1300 пулемётов UKM-2000 различных модификаций, в феврале 2017 года инспекторат вооружения министерства обороны Польши объявил о намерении закупить ещё 2500 шт. пулемётов UKM-2000P.

## Конструкция
Представляет собой автоматическое оружие, построенное по схеме с газовым приводом автоматики и запиранием ствола поворотом затвора. В пулемёте сохранена двухступенчатая подача патрона в ствол. Изменения, по сравнению с базовым ПКМ, включают в себя:
- ствол с изменёнными патронником, шагом нарезки и сечением газоотводного отверстия;
- изменённая конструкция подающих пальцев основания приёмника;
- изменённая конструкция извлекателя у затворной рамы;
- затвор с изменёнными размерами пенька;
- выбрасыватель с изменённой длиной;
- газовый регулятор с изменённым размером гнезда для шляпки гильзы;
- прицел;
- рассыпная патронная лента.

## Модификации
- UKM-2000P — пехотный пулемёт[6]
- UKM-2000D — вариант для воздушно-десантных войск со складным прикладом[3]
- UKM-2000Z — вариант с телескопическим прикладом
- UKM-2000C — танковый пулемёт для установки на бронетехнику[9], оснащён электроспуском
- UKM-2013 — модернизированный вариант с укороченным до 440 мм стволом, телескопическим прикладом и универсальной прицельной планкой «Пикатинни» для установки прицелов стандарта НАТО.
- UKM-2000M — модернизированный вариант, разработанный и поступивший на войсковые испытания в начале 2014 года[6].

## Страны-эксплуатанты
- Польша[9]
- Нигерия — закуплена партия UKM-2000P[10]